# Scandiceae
Tribu
Les Scandiceae sont une tribu de plantes à fleurs de la sous-famille des Apioideae dans la famille des Apiaceae.

## Nom
La tribu des Scandiceae est décrite en 1820 par le botaniste allemand Kurt Sprengel.

## Liste des genres
La tribu des Scandiceae comprend quatre sous-tribus selon NCBI :
- Daucinae
- Ferulinae
- Scandicinae
- Torilidinae